# Jean-Baptiste Lajoie
Jean-Baptiste Lajoie est un homme politique québécois, maire de la ville de Trois-Rivières au Québec de 1855 à 1857.